# Marcel II.
Marcel II., lat. Marcellus PP. II.(6. svibnja 1501. – 1. svibnja 1555.), rođen kao Marcello Cervini, 222. poglavar Katoličke Crkve, papa od 10. travnja do smrti 1. svibnja 1555. godine.

## Raniji život
Marcello Cervini rodio se 6. svibnja 1501. godine u Montefanu, provincija Macerata, regija Marke u plemićkoj toskanskoj obitelji iz Montepulciana od oca Ricarda i majke Cassandre Benci. Njegov otac je bio službenik Apostiolske kaznionice i vješt kronolog, te je prije njegovog rođenja obitelj privremeno preselila u grofoviju Ancona gdje je otac radio kao apostolski blagajnik. Nakon njegovog rođenja obitelj se vraća u Toscanu u Montepulciano, kod Siene, gdje je Marcello proveo cijelo svoje djetinjstvo. Otac se brinuo za njegovo osnovno obrazovanje i podučavao ga gramatiku, retoriku, osnove filozofije, astronomije, arhitekture, agronomije i drugim vještinama. Godine 1520. poslan je na studije u Sieni. Pod skrbništvom nadbiskupa Siene kardinala Giovannija Piccolominija (1475. – 1537.) studira grčki jezik, matematiku i astronomiju. Krajem 1523. godine, neposredno nakon izbora Klementa VII. (1523. – 1534.), dolazi u Rim da bi nastavio studirati. Svojim uzornim životom i velikom željom za znanjem stekao je poštovanje i prijateljstvo mnogih osoba s velikim utjecajem. Za svećenika je zaređen 1535. godine. Papa Pavao III. (1534. – 1549.), koji je naslijedio Klementa VII., imenovao ga je protonotarskim apostolskim i papinskim tajnikom. 
Kad je 1538. godine Pavao III. svom mladom nećaku, kardinalu Alessandru Farneseu, ml. (1520. – 1589.), povjerio praktično potpuno upravljanje poslovima Crkve,  Cervini je imenovan savjetnikom i privatnim tajnikom mladog i neiskusnog kardinala i kao takav imao velik utjecaj u papinskoj kuriji. Pratio je kardinala Farnesea u raznim legacijama, a kako bi mogao stvarno sudjelovati u savjetovanjima i pregovorima između Farnesea i europskih monarha, papa Pavao III. Imenuje ga 1539. godine kardinalom i upraviteljem biskupije u Nicastru. Iste godine pratio je kardinala Farnesea u važnoj delegaciji caru Karlu V. (1516. – 1556.) i francuskom kralju Franji I. (1515. – 1547.).  Svrha tih posjeta bila je potaknuti dvojicu monarha da pošalju svoje biskupe na predviđeni Opći koncil Crkve, te da zatraže njihovu pomoć protiv engleskog kralja Henrika VIII. (1509. – 1547.) i Turaka. Međutim, putovanje nije urodilo plodom. Godine 1545. imenovan je jednim od trojice predsjednika Tridentskog koncila. Tijekom prvog razdoblja Koncila, tj. od otvaranja zasjedanja 13. prosinca 1545., pa sve do njegova trajanja na neodređeno vrijeme u Bologni 14. rujna 1547., kardinal Cervini je neustrašivo zastupao interese pape i Crkve protiveći se zahtjevima Cara, čime je na sebe izazvao Carev gnjev.  Godine 1548. imenovan je Vatikanskim knjižničarom s naslovom "Bibliothecae Apostolicae Vaticanae Protector". Pod njegovom upravom vatikanska je knjižnica ubrzo procvala. Pribavio je više od 500 latinskih, grčkih i hebrejskih knjiga, a pripremljeni su i novi katalozi grčkog i latinskog rukopisa. Cervinijeva javna djelatnost bila je manje istaknuta tijekom pontifikata Julija III. (1550. – 1555.), a na mjestu predsjednika Tridentskog koncila zamijenio ga je Marcello Crescenzi u nadi da će Car dati podršku predsjednicima Koncila.

## Izbor za papu i pontifikat
Nakon smrti Julija III. (23. ožujka 1555.), okupila su se pedeset trojica od pedeset sedam kardinala. Konklave su započele 4. travnja i kao i prije do tada kardinali su bili podijeljeni u dvije glavne frakcije – francusku i španjolsku. U prvom krugu glasovanja najveći broj glasova dobio je kardinal Gian Pietro Carafa, dekan Kardinalskog zbora i budući papa Pavao IV., zatim kardinal Cervini, a nakon njega kardinal Ippolito d'Este. Unatoč snažnom protivljenju cara Karla V. izboru kardinala Cervinija, kardinali su samo četiri dana kasnije u večernjim satima 9. travnja izabrali baš njega za novog papu. Novi papa je poput svog nedavnog prethodnika Hadrijana VI. (1522. – 1523.) odlučio zadržati svoje krsno ime, što će biti posljednji puta u povijesti papinstva, te je nazvan Marcel II. Sljedećeg dana, 10. travnja, bio je posvećen za biskupa, premda je upravljao biskupijama Nicastro, Reggio i Gubbio, iako nije primio biskupsko posvećenje. Istog je dana okrunjen za papu, ali bez uobičajene svečanosti, zbog korizme. Novi je papa bio jedan od onih kardinala koji su željeli unutarnju reformu Crkve i uspostaviti čvršći red u Kuriji. Polovicu novca koji je bio predviđen za ustoličenje dao je podijeliti siromašnima. Još kao kardinal živio je neporočnim životom i bio je veliki protivnik nepotizma. Odbio je da članovi obitelji budu nazočni njegovom ustoličenju i zabranio rodbini ulazak u službene odaje. Dana 30. travnja Papa je pretrpio jak moždani udar i preminuo je dan kasnije 1. svibnja 1955. godine, nakon samo dvadeset dana pontifikata i pet dana prije svoga pedeset četvrtog rođendana. Pretpostavlja se da je Papa umro od krvnog ugruška kojeg je izazvala infekcija neke stare rane na nozi za koju nitko nije znao, a što je pospješio i pretjerani napor tijekom pontifikalnih funkcija Velikog tjedna i Uskrsa.
Papa Marcel II. je pokopan kako je želio, u jednostavnom ranokršćanskom sarkofagu u kripti Bazilike sv. Petra u Rimu.